# Erik Norberg
Erik Norberg (Svédország, Dalarna megye, Smedjebacken, 1883. szeptember 30. – Egyesült Királyság, London, 1954. február 19.) olimpiai bajnok svéd tornász.
Részt vett az 1908. évi nyári olimpiai játékokon, egy torna versenyszámban, a csapat összetettben és a svéd válogatottal aranyérmes lett.
Klubcsapata a Stockholms GF volt.